# Жак Тюбе
Жак Тюбе (фр. Jacques Thubé, 22 червня 1882 — 14 травня 1969) — французький яхтсмен.
Олімпійський чемпіон 1912 року в класі 6 метрів.